# Musée des Égouts (Bruxelles)
Pour les articles homonymes, voir Musée des Égouts.
Le musée des Égouts est un musée situé à la Porte d'Anderlecht à Bruxelles (Belgique). Le contrôle des collecteurs des égouts inclut également les anciens pavillons de la Porte de Ninove, situés à quelques centaines de mètres.

## Description

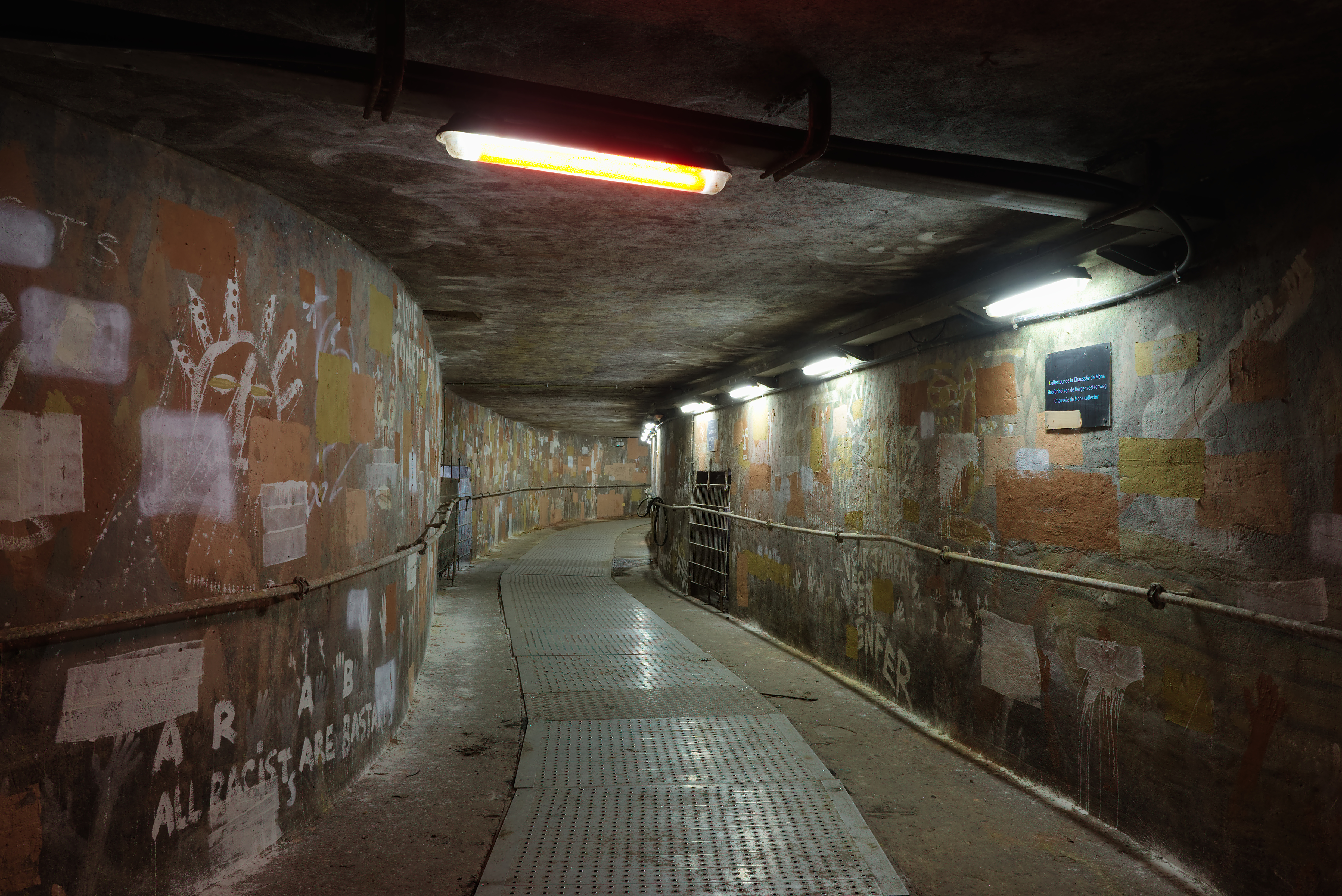
Allée du musée des égouts.

Le musée présente à la fois l'histoire de l'élaboration des égouts bruxellois et le travail effectué par les égoutiers,.
La visite débute dans deux pavillons d'octroi situés à Porte d'Anderlecht avant de s'achever dans les égouts.